# Tõele Näkku Vaadates Võib Näha Ükskõik Mida
Tõele Näkku Vaadates Võib Näha Ükskõik Mida ou TNVVNÜM é uma banda estoniana de rock experimental formada em 2007 na cidade de Tallinn. O nome significa, em tradução livre, "Encarando a verdade, você pode ver qualquer coisa".

## Integrantes

### Membros atuais
- Mihkel Maasing – sintetizador, órgão
- Oliver Koit – bateria
- Ekke Västrik – guitarra
- Vallo Toomla – vocal
- Lennart Lennuk – baixo

### Ex-membros
- Tanel Velleste – vocal
- Sven Oeselg – baixo
- Martin Peiken – baixo

## Discografia
- Säde (2007)
- Ouroboros (2009)